# Napięcie dotykowe

Schematyczne przedstawienie powstawania napięcia krokowego U_{k} i napięcia dotykowego U_{d} (czerwonym kolorem oznaczono przewód pod napięciem i zwarcie do ziemi, niebieskim - rozkład napięcia od punktu uziemienia)

Napięcie dotykowe – napięcie między dwoma punktami jednocześnie dostępnymi nie należącymi do obwodu elektrycznego, które można dotknąć dwiema częściami ciała, np. dwoma rękoma lub ręką i stopą. 
Wartość napięcia dotykowego zależy od wartości napięcia roboczego oraz od rezystancji między obudową urządzenia a ziemią. Napięcie dotykowe jest zwykle mniejsze od napięcia roboczego, a jego wartość jest tym mniejsza, im mniejsza jest wartość rezystancji uziemienia obudowy uszkodzonego urządzenia. Jeśli natomiast urządzenie, w którym nastąpiło uszkodzenie izolacji roboczej, jest odizolowane od ziemi, to napięcie dotykowe może osiągnąć wartość równą napięciu roboczemu. 
- napięcie dotykowe spodziewane – najwyższe napięcie dotykowe, przy pominięciu impedancji, które może pojawić się przy uszkodzeniu izolacji.
- napięcie dotykowe bezpieczne (UL) – najwyższe napięcie dotykowe jakie może się trwale utrzymywać przy określonych warunkach.
- napięcie dotykowe rażeniowe (UT) – napięcie pomiędzy częściami przewodzącymi podczas ich równoczesnego dotyku przez człowieka lub zwierzę. Napięcie to, może być w sposób istotny zależne od wartości impedancji człowieka lub zwierzęcia będącego w danej chwili w kontakcie elektrycznym z tymi częściami przewodzącymi[1].